# Erlauf-Stausee
Erlauf-Stausee är en sjö i Österrike.   Den ligger i förbundslandet Niederösterreich, i den östra delen av landet, 90 km sydväst om huvudstaden Wien. Erlauf-Stausee ligger 851 meter över havet.
Följande samhällen ligger vid Erlauf-Stausee:
- Mitterbach am Erlaufsee (615 invånare)

I omgivningarna runt Erlauf-Stausee växer i huvudsak blandskog. Runt Erlauf-Stausee är det ganska glesbefolkat, med 48 invånare per kvadratkilometer.